# 阿部正精
阿部正精（日语：／ Abe Masakiyo，1775年1月25日—1826年7月24日），日本江户时代后期大名。备后福山藩第5代藩主。于江户幕府幕阁中任老中。阿部宗家9代。
阿部正精为第4代藩主阿部正伦三男。其母为津轻信宁之女。正室为土屋笃直之女，继室为松平赖谦之女。官位为对马守，备中守。从四位下侍从。

## 生涯
作为前代藩主阿部正伦的三男在江户出生。享和3年（1803年）因正伦隐居而在30岁之时继承家督。
袭封之后半年，文化元年（1804年）任奏者番，同年兼任寺社奉行。之后因病辞任寺社奉行，后于文化7年（1810年）再任。文化14年（1817年），从宽政改革期起已经过了26年仍留在幕阁中的老中首座松平信明病危，将军德川家齐开始密谋改造幕阁。先是将亲信水野忠成从侧用人兼务提拔为老中，接着将正精从寺社奉行跳过大坂城代和京都所司代直接拔擢为老中。这是因为家齐厌恶严苛的宽政改革，而正精对于保守派来说不会造成障碍。实际上，在正精任老中期间，政治贿赂空前横行。
正精任老中期间的功绩，有划定了江户的区域范围等。
文政6年（1823年），正精因病辞任老中，同9年（1826年）藩主在任期间去世，享年53岁。其后由三男正宁继承。
正精在藩政上继承了前代正伦发起的财政重建，以削减经费和偿还负债为目的给予特定的豪商、豪农便利而为藩内财政作出贡献，在鞆港（鞆之浦）的整备上也颇为出力。虽然归还了超过10万两负债的利息，但是离真正的财政健全化还很远。
正精还在江户驹込藩邸内的设置了学问所，对致力于文化教育的民间救济机构“福府义仓”给予援助，命令朱子学者菅茶山编撰史书《福山志料》等等热心的文化政策。为了迎接文化兴隆的福山藩，自己还留下了数多书画作品。

## 略历
- 1774年（安永3年） 12月24日出生
- 1803年（享和3年） 10月5日继承福山藩主
- 1804年（文化元年）　任奏者番
- 1806年（文化3年）　兼任寺社奉行
- 1608年（文化5年） 辞任寺社奉行，专任奏者番。
- 1810年（文化7年） 再次兼任寺社奉行
- 1817年（文化14年） 升格老中
- 1823年（文政6年） 辞任老中
- 1826年（文政9年）　6月20日去世，享年53